# Writer's Block (álbum)
Writer's Block es el título del tercer álbum del grupo sueco de indie rock, Peter Bjorn and John.
La canción "Young Folks" alcanzó el número 5 en la lista de Pitchfork Media de las 100 canciones de 2006 tras darle una clasificación de tres estrellas el 19 de julio de 2006. Writer's Block, por su parte, alcanzó el número 24 en la lista Pitchfork de los 50 álbumes de 2006.
En la fecha del 11 de julio de 2007, ha vendido 91.914 copias en Estados Unidos.

## Listado de canciones
1. "Writer's Block" - 0:17
2. "Objects of My Affection" - 4:36
3. "Young Folks" (con Victoria Bergsman) - 4:40
4. "Amsterdam" - 3:40
5. "Start to Melt" - 2:16
6. "Up Against the Wall" - 7:03
7. "Paris 2004" - 3:53
8. "Let's Call It Off" - 4:06
9. "The Chills" - 3:51
10. "Roll the Credits" - 6:32
11. "Poor Cow" - 4:46

### Disco bonus en EE. UU.
El disco lanzado en Estados Unidos contiene el sencillo mix de "Let's Call It Off" en lugar de la versión original.